# USS Ronald Reagan (CVN-76)
De USS Ronald Reagan (Pennantnummer: CVN-76) is het negende supervliegdekschip uit de Amerikaanse Nimitzklasse. Het werd vernoemd naar oud-president Ronald Reagan en een model van het schip werd in 1996 aan Reagan getoond. De bouw van het vliegdekschip begon in 1998 in Virginia. Op de dag van de tewaterlating in 2001 werd het gedoopt door Nancy Reagan, de vrouw van de ex-president. Ronald Reagan zelf was niet aanwezig omdat hij aan de ziekte van Alzheimer leed. In 2003 werd het schip dat zijn naam draagt in dienst genomen door de United States Navy. Elf maanden later stierf Reagan. Het schip heeft San Diego aan de westkust van de Verenigde Staten als thuisbasis.

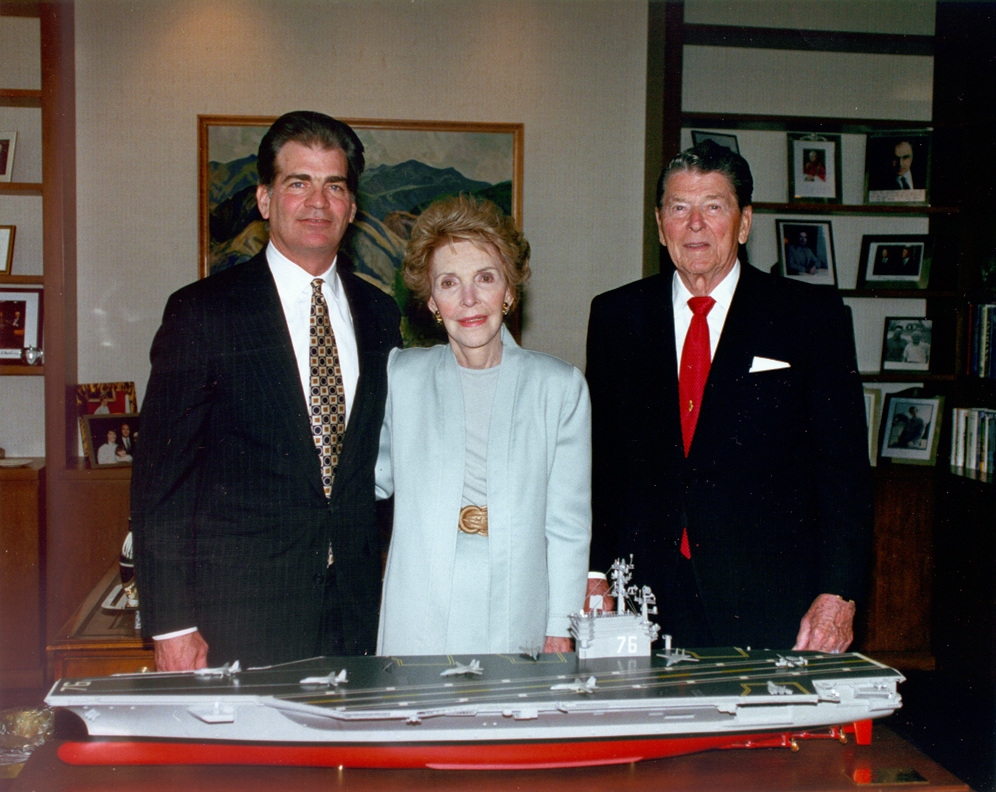
De Reagans met een model van de USS Ronald Reagan (1996)